# Teilerrüfi
Die Teilerrüfi ist ein saisonaler Bach (Rüfe) in der Bündner Herrschaft im Kanton Graubünden in der Schweiz. 
Der Wildbach entspringt unterhalb des Glegghornes auf ca. 2000 Metern Seehöhe. An seinem Oberlauf wird er auch Alpbach genannt. Zunächst fliesst er südlich und zwischen den Gemeinden Maienfeld und Jenins hindurch. Im Talboden mündet der Bach in den Mülbach und fliesst mit diesem nach Nordwesten in den Rhein.

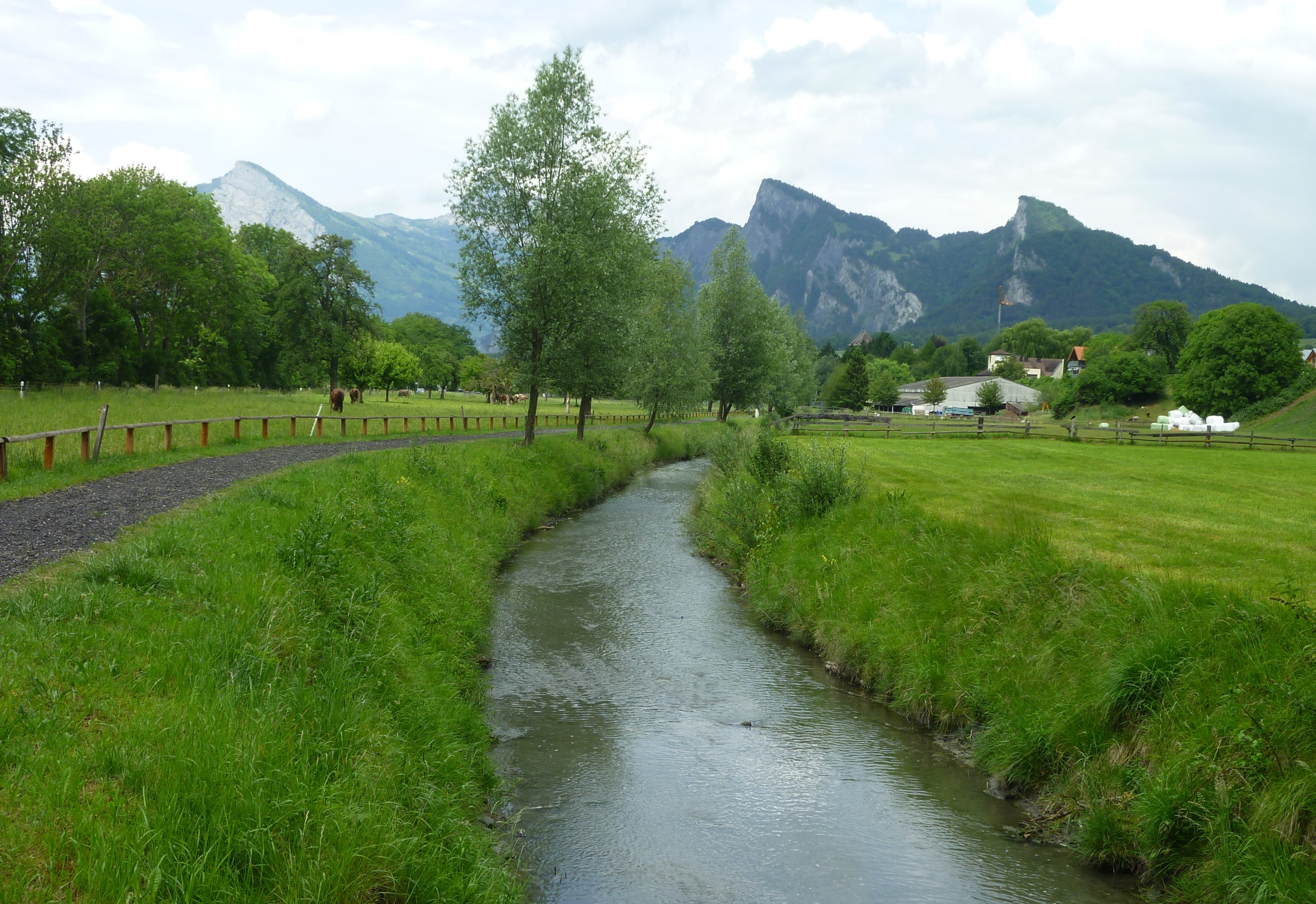
Abfluss: Mülbach Richtung Maienfeld

## Weblink
- Infos zum Fluss